# 大島櫻
大島櫻（學名：Prunus speciosa）是李屬下的一種櫻花植物。分布於日本，是一種野生櫻花。其种加词“speciosa”意为“外表美丽的”。

## 分布
大島櫻分布於關東以南島嶼海岸、山地，特別是伊豆諸島。